# ベラウ国立博物館

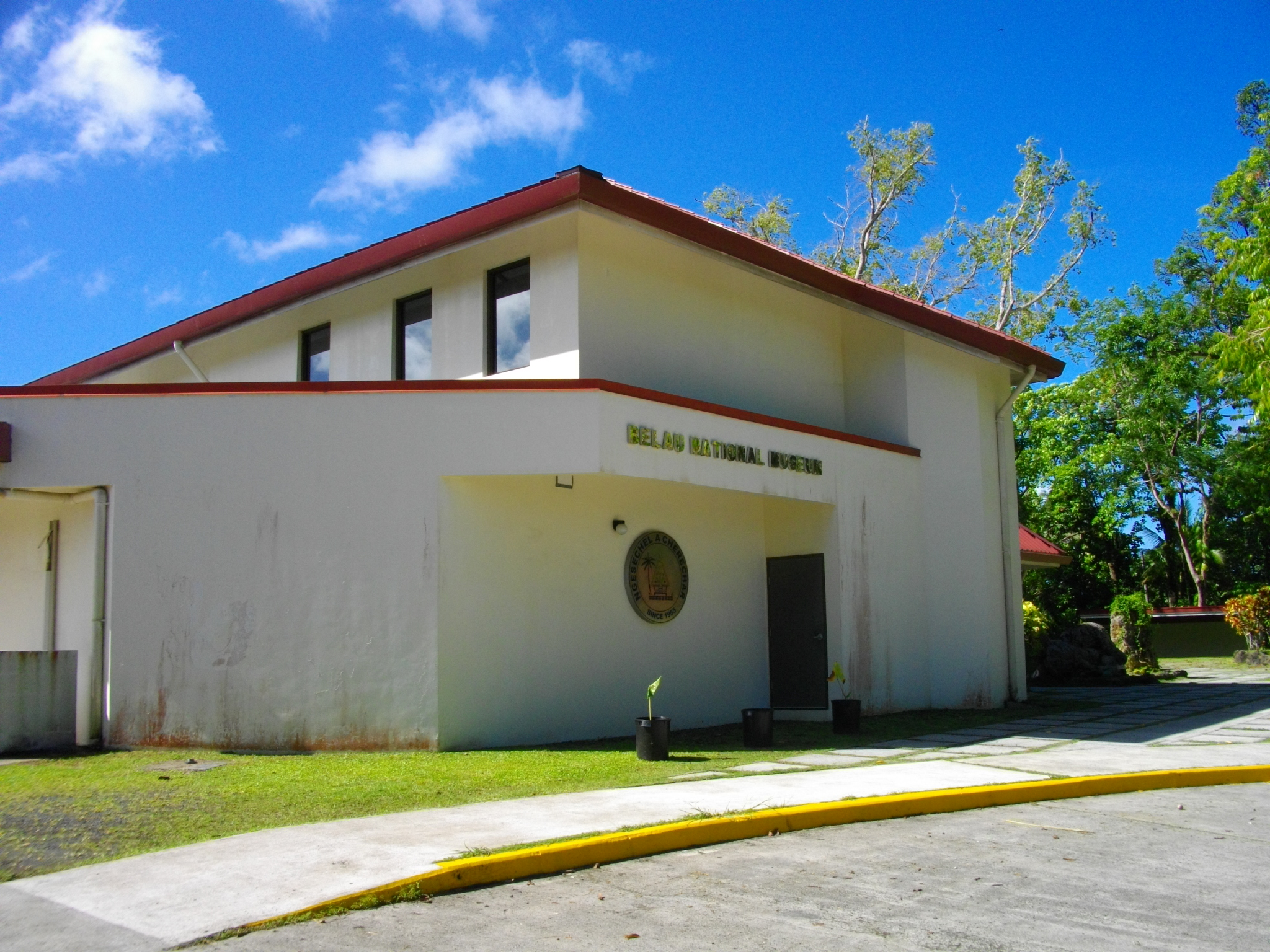
ベラウ国立博物館（新館）

ベラウ国立博物館（ベラウこくりつはくぶつかん、Belau National Museum）は、パラオの国立博物館。「ベラウ」とはパラオ語で「パラオ」を指す。

## 概要
ミクロネシア最古の博物館で、1955年に開設された。コロール州コロールに位置する。博物館の旧館は、かつての南洋庁気象台庁舎である。現在では隣に新館が建てられ、旧館は博物館附属の図書館となっている。
博物館の敷地には、パラオの伝統的建築物のバイが建てられている。またパラオ初代大統領のハルオ・レメリクの胸像も建てられている。